# Liste der Biografien/Pua
Liste der Biografien |
Portal Biografien |
Personensuche
# |
A |
B |
C |
D |
E |
F |
G |
H |
I |
J |
K |
L |
M |
N |
O |
P |
Q |
R |
S |
T |
U |
V |
W |
X |
Y |
Z |
?
 
Pa |
Pc |
Pe |
Pf |
Ph |
Pi |
Pj |
Pk |
Pl |
Pm |
Pn |
Po |
Pr |
Ps |
Pt |
Pu |
Pv |
Pw |
Py
 
Pua |
Pub |
Puc |
Pud |
Pue |
Puf |
Pug |
Puh |
Pui |
Puj |
Puk |
Pul |
Pum |
Pun |
Puo |
Pup |
Pur |
Pus |
Put |
Puu |
Puv |
Puy |
Puz
Die Liste der Biografien führt alle Personen auf, die in der deutschsprachigen Wikipedia einen Artikel haben. Dieses ist eine Teilliste mit 11 Einträgen von Personen, deren Namen mit den Buchstaben „Pua“ beginnt.

## Pua
- Púa, Víctor (* 1956), uruguayischer Fußballspieler und -trainer

### Puab
- Puabi, sumerische Königin

### Puac
- Puacz, Józef (1863–1927), polnischer Porträt- und Genremaler

### Puad
- Puado, Javi (* 1998), spanischer Fußballspieler

### Puan
- Puangchan, Sanya (* 1980), thailändischer Fußballspieler
- Puangpuapech, Nipitphon (* 1991), thailändischer Badmintonspieler

### Puap
- Puapua, Toakai (* 1964), tuvaluischer Gymnastik- und FußballtrainerToakai Puapua (* 1964)

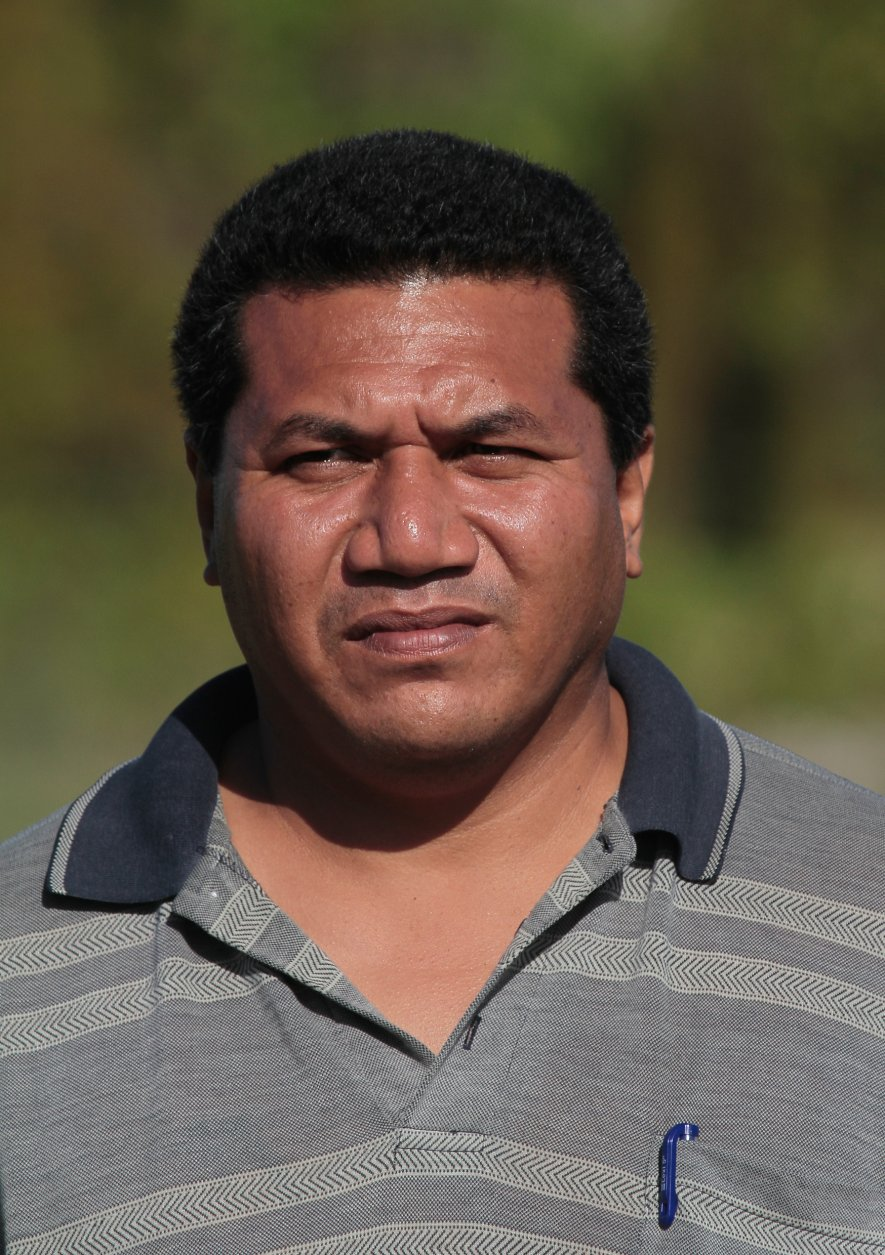
Toakai Puapua (* 1964)

- Puapua, Tomasi (* 1938), tuvaluischer Politiker

### Puar
- Puar, Jasbir (* 1967), US-amerikanische Hochschullehrerin und Queer-Feministin

### Puat
- Puaty, José Próspero da Ascensão (1928–2001), angolanischer Geistlicher, römisch-katholischer Bischof von Lwena

### Puav
- Puavaranukroh, Dechapol (* 1997), thailändischer Badmintonspieler